# Wet El Khomri
De Franse minister van Arbeid, Myriam El Khomri, diende op 17 februari 2016 een wetsvoorstel in,
met als doel het beschermen van werknemers, het aanmoedigen van het aannemen van nieuw personeel, en het bevorderen van de manoeuvreerruimte tijdens onderhandelingen binnen een bedrijf.
De wet, met als officiële naam: ‘Wet tot het instellen van nieuwe vrijheden en nieuwe beschermingen voor de ondernemingen en de werknemers’, beter bekend als de ‘loi El Khomri’ (Wet El Khomri),
leidde minstens tot eind mei 2016 tot politieke protesten maar ook felle straatprotesten.

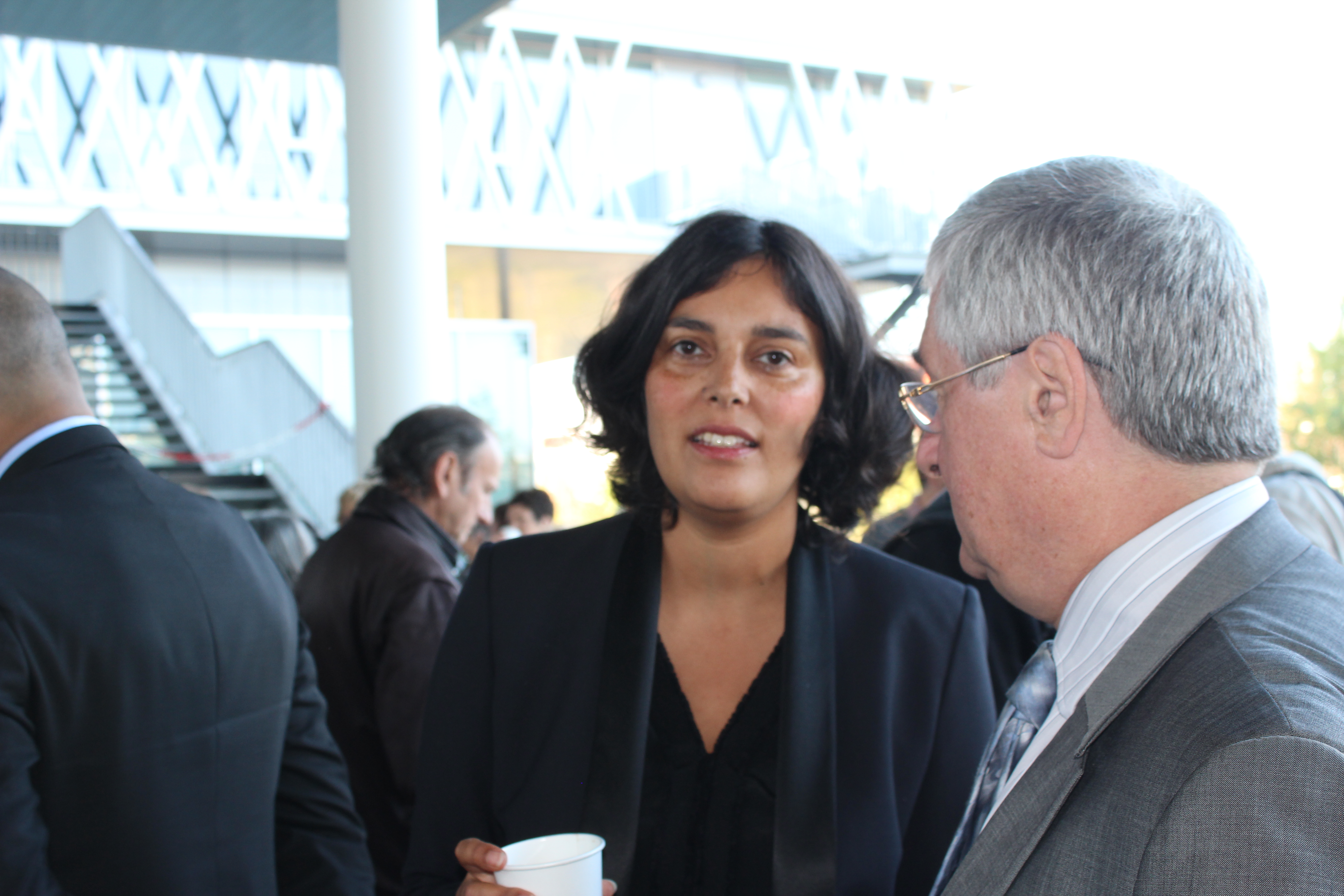
De Franse minister van Arbeid, Myriam El Khomri, in gesprek met burgemeester Michel Fourcade van Pierrefitte-sur-Seine (september 2014)

## Achtergrond
De hervorming van de Franse arbeidswetgeving zoals de Franse regering die met deze wet wilde regelen werd geëist door de Europese Commissie.
Jean-Claude Juncker, voorzitter van de Europese Commissie, herhaalde op 20 mei 2016 in een interview met een Franse krant dat de hervorming van het arbeidsrecht die de Franse regering nu met deze wet voorstelt “het minimum is van wat er moet gebeuren” in Frankrijk.

## Inhoud van de wet
Omstreden in deze nieuwe arbeidswetgeving is de versoepeling van het ontslagrecht — waarvan het idee was: als bedrijven weten dat ze in moeilijke tijden makkelijker mensen kunnen ontslaan, zullen ze in betere tijden juist ook sneller mensen willen aannemen (op vaste contracten).
Een ander belangrijk element van de wet is de inperking van de macht van vakbonden bij bedrijven. Een akkoord dat binnen een bedrijf per referendum door een meerderheid van het personeel is goedgekeurd, bijvoorbeeld om langer te werken in een voor het bedrijf slechte tijd, kan, volgens deze wet, plaatsvinden ook als de vakbond er op tegen is.

## Protesten
Verzet tegen de wet kwam eind mei nog van de grote vakcentrale CGT (Confédération générale du travail), de kleinere vakcentrale SUD (Solidaires, unitaires, démocratiques), de linkse splinterpartij Parti de gauche, de Franse Communistische Partij (PCF), een groep opstandige parlementsleden binnen de fractie van de regerende Parti socialiste aangeduid als de frondeurs, de sociale beweging ‘Nuits debout’, en nog wat kleine groepen.
De grote, iets gematigder vakbond CFDT had aanvankelijk ook bezwaren maar had concessies van de regering weten te verkrijgen en steunde sindsdien de wet.
Het wetsvoorstel leidde tot weken van straatprotesten:
tussen begin maart en half mei 2016 raakten bij protestmarsen, waarin relschoppers de politie met stenen en metalen staven bekogelden, landelijk driehonderd agenten, vooral van de Franse ME (CRS), gewond en werden 1300 burgers gearresteerd.
Nadat half mei de regering de wet zonder stemming ‘in eerste lezing’ door het parlement gedrukt had (zie onder) hielden de straatprotesten aan.

## Politieke behandeling
De rechtse oppositie (Les Républicains) wees in mei de wet af omdat ze die juist niet ver genoeg vond gaan.
De linkerflank van de regerende Parti socialiste, de zogenaamde frondeurs oftewel ‘rebellen’, vonden echter dat de wet het einde zou inluiden van het Franse sociale model en waren van plan om ook tegen de wet te stemmen. In dat geval zou de wet geen meerderheid halen in het parlement, de Nationale Vergadering (Assemblée nationale).
Daarom besloot de regering van premier Valls op 10 mei 2016 de wet ‘in eerste lezing’ per decreet door het onwillige parlement te drukken, en daarmee een stemming erover in dat parlement dus te vermijden. De Franse grondwet bevat daarvoor sinds 1958 een speciaal artikel, een ‘noodmaatregel’, bijgenaamd ’le 49.3’.
De wet werd daarna door de Franse Senaat behandeld en keerde in juni 2016 naar de Assemblée Nationale terug. Op 5 juli vroeg de regering opnieuw het vertrouwen over de tekst. De oppositie van rechts diende geen afkeuringsmotie in en de linkse tegenstanders slaagden er niet in de nodige 58 ondertekenaars bijeen te brengen. De tekst werd dan ook, zonder stemming, begin juni 2016 definitief goedgekeurd.